# Monuments to an Elegy
Monuments to an Elegy è il nono album in studio del gruppo musicale alternative rock statunitense The Smashing Pumpkins, pubblicato nel 2014.

## Il disco
Il disco è stato registrato a partire dal marzo 2014, mese in cui il gruppo ha annunciato la firma di un contratto con la BMG. Quest'album e il previsto successivo Day for Night, come il già il precedente Oceania, avrebbero dovuto far parte del progetto Teargarden by Kaleidyscope.
Nel maggio seguente viene annunciata la partecipazione all'album del batterista Tommy Lee, membro dei Mötley Crüe; contestualmente viene comunicato l'addio alla band del batterista Mike Byrne.
Anche Nicole Fiorentino (bassista) ha rivelato di non prendere parte alle registrazioni del disco, ma di supportare la band in futuro dal vivo.
In base a queste notizie, Billy Corgan e Jeff Schroeder sono gli unici due membri ufficiali degli Smashing Pumpkins ad aver partecipato al disco.
Nell'ottobre 2014 è stato diffuso il singolo Being Beige, seguito alcune settimane dopo da One and All (We Are).
Il terzo singolo Drum + Fife è stato pubblicato il 21 novembre 2014 e il quarto Run2me solo il 22 ottobre 2015.
La band ha iniziato nel novembre 2014 il tour di supporto dell'album, con il batterista Brad Wilk dei Rage Against the Machine e il bassista Mark Stoermer dei Killers come turnisti.

## Tracce
Tutti i brani sono di Billy Corgan.
1. Tiberius – 3:03
2. Being Beige – 3:40
3. Anaise! – 3:34
4. One and All (We Are) – 3:45
5. Run2Me – 4:09
6. Drum + Fife – 3:54
7. Monuments – 3:31
8. Dorian – 3:46
9. Anti-Hero – 3:20

## Formazione
The Smashing Pumpkins
- Billy Corgan – voce, chitarra, basso, tastiere, sintetizzatore
- Jeff Schroeder – chitarra

Altri musicisti
- Tommy Lee – batteria, percussioni

Tecnici
- Billy Corgan – produzione
- Jeff Schroeder – produzione
- Howard Willing – produzione
- David Bottrill – missaggio
- Howie Weinberg – mastering

## Classifiche
| Classifica (2014)                    | Posizione Massima |
| ------------------------------------ | ----------------- |
| Stati Uniti (Top Alternative Albums) | 2                 |
| Stati Uniti (Billboard 200)          | 33                |
| Regno Unito (OCC)                    | 59                |
| Regno Unito (OCC Independent Albums) | 3                 |